# 미나미오이촌
미나미오이촌(일본어: 南大井村)은 일본 나가노현 기타사쿠군에 있던 촌이다. 현재의 고모로시 남동부, 고우미선 연선에 해당한다.

## 역사
- 1889년 4월 1일 - 정촌제 시행에 의해 기타사쿠군 미나미오이촌이 성립하였다.
- 1954년 4월 1일 - 고모로정, 미쓰오카촌과 합병해 고모로시가 성립하여, 동일 미나미오이촌은 폐지되었다.

## 교통

### 철도
- 일본국유철도
  - 신에쓰 본선

### 도로
- 국도 제141호선

현재는 구촌역에 조신에쓰 자동차도·주부 횡단 자동차도의 사쿠코모로 분기점이 소재하지만, 당시는 미개통.

## 참고문헌
- 角川日本地名大辞典 20 長野県